# Notch 1
Notch homolog 1, translocation-associated (Drosophila), conosciuto anche come NOTCH1, è un gene umano che codifica per un recettore transmembrana a singolo passaggio.

## Funzione
Questo gene codifica un membro della famiglia Notch. I membri di questa famiglia di proteine transmembrana di tipo I condividono caratteristiche strutturali incluse:
- un dominio extracellulare formato da molteplici ripetizioni simili a quelle dell'EGF (epidermal growth factor-like);
- un dominio intracellulare formato da domini ripetuti e alcuni diversi tra loro.

I membri della famiglia di Notch giocano un ruolo in una miriade di processi morfogenetici controllando le decisioni alla base del destino di una cellula.
La rete di signaling di notch è un pathway di signaling inter-cellulare molto conservato da un punto di vista evolutivo; esso regola le interazioni tra cellule fisicamente adiacenti.
In Drosophila, le interazioni di notch con i suoi ligandi ancorati alla cellula (delta, serrate) permettono di stabilire un pathway di signaling intercellulare che gioca un ruolo chiave nello sviluppo. Gli omologhi dei ligandi di Notch sono stati scoperti anche nell'umano, sebbene debbano ancora essere determinate le precise interazioni tra questi e gli omologhi umani di Notch.
La proteina è clivata nel TGN (trans-Golgi network) ed è presentata sulla membrana plasmatica come eterodimero.
Notch funziona come recettore di membrana per ligandi presenti su altre membrane plasmatiche; gioca molteplici ruoli durante l'ontogenesi..
Una deficienza di Notch può essere associata alla valvola aortica bicuspide.
Vi sono prove che dimostrano che l'attivazione di Notch 1 e Notch 3 promuovano la differenziazione di cellule progenitrici nell'astroglia.
Notch 1, se attivata durante la neurogenesi (pre-natale), induce la differenziazione della glia radiale; se attivata in periodo post-natale induce la differenziazione in astrociti.
Uno studio ha mostrato che la cascata di Notch-1 è attivata mediante un processo sconosciuto da Reelin.
Reelin e Notch1 cooperano durante lo sviluppo del giro dentato, secondo le fonti citate.